# Фофудья (интернет-мем)
Фофу́дья — интернет-мем, первоначально возникший в перепалках внутри украинской блогосферы как пародирование стиля высказываний некоторых ориентирующихся на российские консервативные круги блогеров со стороны либерально настроенных. Происходит от исторического термина фофудья́, означавшего златотканую материю, а также род одежды в Византии и Древней Руси.

## Возникновение мема
1 марта 2006 года в «Живом журнале» появилось сообщение о шутливом вопросе некоего Ильи Ноздреватенкова в интернет-чате с известным украинским политиком П. Н. Симоненко, где фофудья преподносилась как «атрибут русской культуры», который якобы «запретили носить» в украинской школе. Очевидно, Симоненко вопрос проигнорировал, поскольку в архиве вышеуказанного чата фофудья не упоминается.

## Распространение
В украинском сегменте интернета существенна ассоциация между данным словом и интернет-мемом, в то время как в общем по интернету более широко распространено историческое толкование слова, которое как данный интернет-мем используется реже.
По мнению украинского журналиста Максима Михайленко, данный интернет-мем развился в комплекс понятий и риторики, относимых украинскими националистами к национализму русскому. По мнению украинского журналиста Олеся Андрейчука, вместе со словом «доколє», фофудья стала популярной присказкой (интернет-мемом), дразнилкой в интернет-перепалках «украинских националистов» и «великорусских шовинистов». Одна из журналисток украинского телеканала «Интер» разъясняла слово «фофудья» как «Интернет-течение, придуманое народом в качестве развлечения на почве украинофобии».
Примерно с начала 2007 года термин «фофудья» начинает использоваться и в лексиконе внутрироссийской публицистики: так представители умеренных национально-патриотических течений обозначают радикалов, особенно радикалов с религиозным и архаично-монархическим уклоном, которые заведомо соглашаются с любой диктатурой азиатского типа в России.
В марте 2009 года вопрос о «фофудье» был задан главе Национальной экспертной комиссии Украины по вопросам защиты общественной морали Василию Костицкому во время чата на сайте Корреспондент.net. Не поняв подвоха, Костицкий заявил, что «запрет на ношение фофудьи в школах» является вмешательством в частную жизнь и нарушает права детей.